# هاميش ماكول
هاميش ماكول (بالإنجليزية: Hamish McColl)‏ هو كاتب سيناريو وممثل بريطاني، ولد في 28 يناير 1962 في إنجلترا في المملكة المتحدة. من الجوائز التي نالها جائزة لورنس أوليفيه.

## أعمال

### أفلام
- (2007) مستر بينز هوليداي[2]
- (2011) جوني إنجلش ريبورن[3]

## جوائز
- جائزة لورنس أوليفيه

## وصلات خارجية
- هاميش ماكول على موقع IMDb (الإنجليزية)
- هاميش ماكول على موقع ألو سيني (الفرنسية)
- هاميش ماكول على موقع أول موفي (الإنجليزية)
- هاميش ماكول على موقع قاعدة بيانات برودواي على الإنترنت (الإنجليزية)
- هاميش ماكول على موقع قاعدة بيانات الأفلام السويدية (السويدية)
- هاميش ماكول على موقع قاعدة بيانات الفيلم (الإنجليزية)
- هاميش ماكول على موقع كينوبويسك (الروسية)